# Kotxkunju
Kotxkunju o Kutxkuntxi, tercer kan de la dinastia turcomongola dels xibànides de l'Uzbekistan, era el fill d'Abu l-Khayr, fundador de la dinastia, i de Rabia Bégüm, filla d'Ulugh Beg. Va regnar de 1510 a 1531. El seu nom probablement volia dir "nòmada". El seu nom alternatiu fou Kutxum (Kuchum o Kučum).

## Inici del regnat
A la mort de Muhàmmad Xaibani els seus dominis estaven repartits entre diversos territoris concedits en feu i governats per kans de la família, tots els quals obeïen al kan suprem o khakan; a la mort del khakan els kans subordinats es reunien en assemblea per designar un successor, que habitualment era el representant degà de la família i no necessàriament el fill gran del difunt.
El Tarikh-i Alam arai explica la situació al Gran Khorasan, on el xa safàvida Ismaïl I, després de la seva victòria sobre Muhàmmad Xaibani a Merv el 2 de desembre de 1510, i l'ocupació (octubre de 1511) de Samarcanda (per tercera vegada) per Baber, ara com a vassall del xa i defensant el xiisme, va intentar envair personalment Transoxiana i va avançar fins a Maymana i Kara Robat; llavors se li va presentar Muhammad Timur Sultan, fill de Muhàmmad Xaibani, i altres notables, encapçalant una delegació que portava valuosos regals i una oferta de pau. Com que Ismaïl I volia arranjar els afers a l'Azerbaidjan i la frontera amb els otomans, va acceptar i es va establir que les terres al sud de l'Oxus, incloent Coràsmia o Khivà, pertanyerien al xa (1512). Llavors els uzbeks van atacar a Baber, ja que Samarcanda quedava pels uzbeks, i el van derrotar a Kul-i Màlik el maig de 1512 de manera que va haver d'evacuar la ciutat. Va intentar la reconquesta de la Samarcanda i va rebre suport de forces safàvides manades pel general Nadjm-i Thani (Nejim). Això suposava el trencament del pacte que fixava a l'Oxus la frontera; així els uzbeks van combatre a Baber i als seus aliats perses i els van derrotar en la batalla de Ghudjuwan (Gijuvan) el 12 de novembre de 1512 i Baber es va retirar precipitadament però es va emportar un bon nombre de turcmans orientals. La victòria de Gijuvan (Ghudjuwan) va assegurar als uzbeks el control de Transoxiana.
Es va celebrar una assemblea o kuriltay dels uzbeks sota la direcció de Janibeg que actuava de virtual regent. Els feus es van redistribuir: Kutxkunju (Kuchkunji) va rebre Samarcanda; Muhammad Timur (fill de Muhàmmad Xaibani) fou nomenat corregent a Samarcanda junt a Kutxkunju; Siyunich (germà de Kutxkunju) va rebre Taixkent; Ubayd Allah o Ubaid Al·là (fill de Mahmud Sultan i nebot de Muhàmmad Xaibani) va rebre el territori patrimonial del seu pare, Bukharà, juntament amb Karakul i Karshi. Janibeg es va reservar Miankal (que sota Muhàmmad Xaibani havia governat el seu propi fill Muhammad Timur) i la Sogdiana de Samarcanda (Soghd) amb les ciutats de Kermineh i Nur. En el mateix any (i probablement al mateix kuriltay) Kutxkunju fou elegit com a khakan. Tot i tenir l'autoritat de iure la direcció principals dels afers va recaure en Ubayd Allah (Ubaid Al·là), kan a Bukharà.
Després de Gijuvan, Ubayd Allah (Ubaid Al·là) va creuar l'Oxus prop de Charjui (moderna Türkmenabat), acompanyat de Janibeg de Kermineh o Miankal, als quals, a Murghab, es va unir Muhammad Timur Sultan, que venia des de Samarcanda; llavors van atacar Mashad; altres contingents van avançar per Tirmidh fins a Balkh, devastant el país. Ismaïl I va acudir al rescat i llavors els uzbeks es van retirar. Diversos oficials perses que havien desertat l'exèrcit de Nadjm-i Thani (Nejim) foren executats i va exercir represalies sobre subjectes sunnites acusats 'encoratjar als uzbeks i perseguir als xiïtes (1513)

## Rebel·lió dels turcmans
Per alguna raó els turcmans orientals estaven descontents de Baber i van intentar enderrocar-lo i matar-lo; però va poder escapar i arribar a Hissar. Els turcmans van agafar posicions als turons de Karatigin i van assolar les terres entorn d'Hissar; aquestos saquejos van provocar una gran fam a la ciutat d'Hissar, a la que va seguir la pesta i milers de dones i nens uzbeks van ser venuts com esclaus; l'hivern a més fou sever. Llavors Ubayd Allah (Ubaid Al·là) de Bukharà, va marxar amb un exèrcit per castigar els saquejadors. Aquestos, sabent que no podien esperar ajut de Baber, van agafar posicions a les muntanyes de Surghab i Waksh, on quedaven protegits per les muntanyes pels dos flancs i per molta neu al front; un sobtat desglaç va obrir camí als uzbeks; els turcmans van intentar fugir pel riu i molts es van ofegar, i la resta que van enfrontar als uzbeks van morir lluitant; una part foren fets presoners i la resta va poder arribar a Andijan. Hisar va caure en mans dels uzbeks i Baber va deixar a Khan Mursa a Badakhxan, i es va retirar cap a Kabul (1514) i ja no va retornar.
Mentre Ubaid Al·là estava ocupat en la campanya de Baber, el seu oncle Siyunich va avançar cap a Taixkent que va assetjar i ocupar (se li havia assignat en feu). Sultan Said que governava a la Vall de Ferganà va marxar contra Siyunich amb cinc mil homes i els uzbeks el van enfrontar amb set mil; la batalla es va lliurar a Beshkend, i Sultan Said fou derrotat i es va haver de retirar a Andijan (1512). Després de la batalla de Gijuvan (Ghudjuwan), Siyunich va marxar contra Andijan; Sultan said va establir fortes guarnicions a aquesta ciutat, a Akhsi i a Marghinan, i es va dirigir al país muntanyós al sud, com si es disposés a assetjar alguna plaça. Sultan Said, davant el perill que afrontava, va cridar en ajut a Kasim Khan, el kan dels kazakhs, que manava una força enorme a les estepes de Qiptxaq, que va respondre a la seva crida; el governador de Sayram, Ketch Beg, li va obrir les portes de la ciutat, i Kasim va marxar cap a Taixkent saquejant el país pel camí, però després es va retirar i va deixar la lluita (1513); però aquest atac va espantar a Siyunich que va estar quiet el 1513 i 1514.
Durant l'estiu del 1514, mentre Kasim Khan estava absent en una expedició a terres llunyanes, els uzbeks van atacar la Vall de Ferganà. Sultan Said, sense esperances de resistir, van creuar les muntanyes cap a Kaixgar i van prendre el poder al Kanat de Mogolistan (1514-1533). Fergana amb Andijan i Taixkent va quedar en mans dels uzbeks.

## Nova campanya al Khorasan
El 1523 a la mort d'Ismaïl I de Pèrsia, Ubaid Al·là de Kermineh i Miankal va creuar altre cop l'Oxus i va entrar al Khorasan. El governador Durmish Khan Shamlu, es va fer fort a Herat on els uzbeks el van assetjar uns quants mesos però finalment es van retirar. Durmish Khan va morir el 1524 i el governador de Mashad va morir també en una lluita civil, cosa que va provocar confusió entre els emirs de Khorasan i el 1525 Ubayd Allah (Ubaid Al·là) va tornar a creuar l'Oxus a Charjui, i va ocupar Merv, on deu o quinze mil camperols van ser assassinats; va passar a Sarakhs on va trobar a trenta o quaranta kizilbaixis que refusaven rendir la plaça, però una part dels habitants, dividits en les seves lleialtats, va obrir les portes als uzbeks i els soldats perses van ser executats. Llavors van avançar cap a Mashad, ciutat sagrada dels xiïtes, poc defensada, que es va rendir després d'un setge de 8 mesos; tot i els termes de la capitulació, tots els homes de la ciutat foren executats i les dones venudes com esclaves. Al mateix temps, Abu Said, fill de Kutxkunju, atacava Herat, però fou rebutjat. Un altre contingent uzbek sota Kara Kitin, va assetjar Balkh, que romania en mans perses; alguns oficials de Baber, al servei del perses, es van passar als uzbeks que van capturar la ciutat; després van fer un atac als propis dominis de Baber, sotmetent Ibak, Sarabagh, i Khuram, places situades a la vall del riu Khulm, mentre la guarnició de Ghuri, a la riba del riu Ghuri, espantada per la caiguda de Balkh, es va rendir igualment (1525). Després de capturar Mashad i Tus, Ubaid Al·là va avançar i va assegurar Astarabad, on va deixar al seu fill Abd al-Aziz, com a governador, i ell mateix va marxar cap a Balkh. El perses van rebre reforços importants des de l'Azerbaidjan, i Abd al-Aziz es va retirar i es va reunir amb el seu pare; les seves forces combinades van infligir als perses una severa derrota a Bistam que altre cop va posar Astarabad a les seves mans; ara en fou nomenat governador Renish o Zinish Bahadur Khan, i Ubaid Al·là va anar a passar l'hivern (1525-1526) a Ghurian. El 1526 Ubayd Allah va assetjar Herat, on el governador Husayn Khan Shamlu va resistir set mesos. Llavors van arribar notícies d'una derrota de Zinish Bahaduir Khan; aquest havia estat atacat pels governadors perses de Sabzawar i de la zona d'Astarabad, a Damghan, i encara que al començament havia hagut de cedir terreny va acabar obtenint la victòria i els dos comandants perses van morir a la lluita; però el xa Tahmasp I va marxar a la zona amb reforços (quaranta mil homes) i va aconseguir derrotar els uzbeks a Damghan, i Zinish va resultar mort; un segon destacament uzbek fou també derrotat i els perses van caure sobre Ubaid Al·là que estava assetjant Herat i va haver d'aixecar aquest setge i retirar-se cap a Merv. Allí va cridar als diversos prínceps uzbeks de Transoxiana a una reunió general, amb les seves forces militars.
Kutxkunju Khan hi va anar des de Samarcanda amb els seus fills Abu Said Sultan i Pulad Sultan, i amb els fills de Janibeg; Siyunish Khan hi va anar des de Taixkent; els fills de Hamza Sultan i Mehdi Sultan des d'Hissar; i Kara Kitin Sultan des de Balkh. Es va reunir un gran exèrcit. Baber diu que eren 150.000, Mir Yahya Saifi parla de 121.000 i el Alim-arai Abasi de 80,000 veterans sense comptar altres tropes; era l'exèrcit més gran que creuava l'Oxus des del temps de Genguis Kan; els perses només eren 40.000 però veterans i disciplinats a l'estil turc, i havent servit durament contra els otomans; comptaven també amb dos mil artillers i sis mil mosqueters, i en canvi els uzbeks només tenien com armament les seves primitives armes (sabres i arcs). Tahmasp I va agafar posicions a Jam, en el camí d'Herat; els uzbeks ho van interpretar com signe de debilitat i van avançar per atacar Mashad; mentre l'exèrcit principal s'establia a aquesta ciutat, vint mil homes van anar a recórrer la rodalia del campament enemic per impedir a qualsevol sortir d'un perímetre fixat; el xoc es va produir el 25 de setembre de 1529 a Jam. La millor organització i la superioritat tècnica dels perses els va assegurar la victòria i els uzbeks van patir una carnisseria. Kutxkunju i Ubaid Al·là van poder fugir però el segon va resultar ferit. Janibeg, que havia perseguit a les tropes perses de les ales que havien fugit, va retornar de nit al campament pensant que estava ocupat pels seus i va anar a parar al mig de les forces de Tahmasp, i va perdre un nombre d'homes encara que va poder escapar. Tahmasp no va trigar a haver de dirigir la seva atenció a la part occidental del seu regne contra els otomans.
Mentre els kans uzbeks que governaven Hissar, Hamza Sultan i Mehdi Sultan, després de la derrota, van deixar aquest plaça en mans de Chalmeh, el fill d'Ibrahim Djani, com a governador. Humayun, fill de Baber, que governava Badakhxan, sembla que seguint indicacions del seu pare, va intentar aprofitar per recuperar tot o part de Transoxiana, i va marxar a Hissar amb un exèrcit de 50.000 homes, acompanyat de Sultan Ways Mirza (Khan Mirza), de la dinastia dels mirzes del Badakhxan; un contingent d'aquest exèrcit manat per Shah Kuli (germà de Sultan Ways) es va apoderar d'Hissar; un altre manat per Tursun Muhammad Sultan, va marxar cap a Tirmidh i va ocupar Kabadian; i la resta va marxar cap a Samarcanda. Però Humayun va tenir notícies que Baber s'havia posat malalt i no volia estar lluny de la capital si el seu pare moria, i ja no va seguir avançant; va ajustar la pau i rva retornar cap al seu govern del Badakhxan, i tot seguit cap a l'Índia.

## Mort i successors
Kotxkunju va morir a final del 1529 o el 1530, uns mesos abans que Baber (el qual va morir a Agra el 26 de desembre de 1530). Freqüentava societats d'ascetes i dervixos. Va deixar tres fills tots els quals foren després kans de Bukharà (dos) o de Samarcanda (el tercer): Abu-Saïd Khan ibn Kotxkunju (1531-1534), Abd Al·lah I i Abd al-Latif. Les monedes del seu temps no porten el seu nom, però foren encunyades a Bukharà i Samarcanda.